# Araçaí
Araçaí är en kommun i Brasilien.   Den ligger i delstaten Minas Gerais, i den sydöstra delen av landet, 500 km sydost om huvudstaden Brasília. Antalet invånare är 2 247.
Omgivningarna runt Araçaí är huvudsakligen savann. Runt Araçaí är det glesbefolkat, med 11 invånare per kvadratkilometer.